# Mads Hjulmand
Mads Hjulmand (født 12. november 1982) er en dansk teater- og filmskuespiller uddannet fra Statens Teaterskole i København fra 2004 til 2008. 
Han debuterede allerede i 2004 i Det Ny Teaters opsætning af "The Sound of Music". Siden har han bl.a. medvirket i Mungo Parks "Opsang" i efteråret 2009 og haft rollen som punkeren Frank i "De Skrigende Halse" på Aalborg Teater. 
Mads Hjulmand har medvirket i en række film- og TV-produktioner, bl.a. "Livvagterne", "Store Drømme", "2900 Happiness" og "Tjenesten II". Desuden har han spillet en række roller i udenlandske tv-serier og film bl.a. som dansk civilbetjent i den tyske tv-klassiker Großstadtrevier.

## Filmografi
- Skammerens datter II: Slangens gave (2019)
- Filips' Far (mest sete Youtube-klip i 2017)
- Mørke rum (2016)
- 3 Fractures (2015)
- Warsaw 44 (2014)
- Kærlige Kamilla (2013)
- En Kongelig Affære (2013)
- De vilde svaner (2009)
- Ein Mann, Ein Fjord (2009)

### Tv-serier
- Sløborn (2020)
- Straight Forward (2018)
- Großstadtrevier (2011-2016)
- Norskov (2015)
- 1864 (2014)
- Ein Neuer Fall Für 2 (2014)
- Livvagterne (2009)
- Tjenesten (2009)
- Store Drømme (2009)
- 2900 Happiness (2009)

### Stemmearbejde
- Prinsessen & frøen
- Løvernes Konge
- Aladdin
- Happy Feet 2
- Pokémon
- Ratchet og Clank
- Kingdom Come: Deliverance II